# ويليام فوستر غارلاند
ويليام فوستر غارلاند هو سياسي كندي، ولد في 1 يوليو 1875 في كندا، وتوفي في 19 مارس 1941. حزبياً، نشط في حزب كندا المحافظ. وقد انتخب عضو مجلس العموم الكندي.